# Lepanthes anfracta
Lepanthes anfracta är en orkidéart som beskrevs av Leslie Andrew Garay och Galfrid Clement Keyworth Dunsterville. Lepanthes anfracta ingår i släktet Lepanthes och familjen orkidéer. Inga underarter finns listade i Catalogue of Life.